# Rivière du Plomb
Pour les articles homonymes, voir Plomb (homonymie).
La rivière du Plomb est un affluent de la rivière Gatineau, coulant au nord du fleuve Saint-Laurent, dans la zone du Mont Sainte-Marie, dans la municipalité de Denholm et Lac-Sainte-Marie, dans la municipalité régionale de comté (MRC) de La Vallée-de-la-Gatineau, dans la région administrative de la Outaouais, au Québec, au Canada.
Ce cours d’eau descend dans une vallée entièrement en zone forestière (et marécageuse, par segment, dans la partie supérieure).
La surface de la rivière du Plomb est généralement gelée de la mi-décembre jusqu’à la fin mars. La foresterie constitue la principale activité économique de ce bassin versant. Le cours de la rivière est surtout accessible par le chemin de Ryanville.

## Géographie
La rivière du Plomb prend sa source dans le canton de Denholm à l’embouchure du lac supérieur des « Cinq lacs à la Truite » (longueur : 0,2 km ; altitude : 252 m) dans les montagnes, dans la municipalité de Denholm. La vallée des Cinq lacs à la Truite s’avère la continuité (sur l’autre versant) vers le nord-ouest de la vallée du ruisseau du Prêtre (via le lac du Cardinal) lequel coule vers le sud-est jusqu’à la rivière du Lièvre.
L’embouchure du lac supérieur de cette série de lacs est située à 48,8 km au nord de la confluence de la rivière Gatineau, à 9,3 km au nord-ouest du centre du village de Denholm, à 3,4 km à l'est de la rivière des Outaouais et à 4,3 km au sud-est de la confluence de la rivière du Plomb.
À partir de l’embouchure du lac supérieur, la rivière du Plomb coule sur 5,0 km, selon les segments suivants :
- 2,1 km vers le nord-ouest, en traversant les quatre autres lacs des « Cinq lacs à la Truite » lesquels comportent chacun une zone de marais ;
- 1,6 km vers le nord-ouest en traversant la limite entre les municipalités de Denholm et Lac-Sainte-Marie, jusqu’à un ruisseau (venant du nord-est) de montagne ;
- 1,3 km vers le nord-ouest en passant au sud-est du Mont Sainte-Marie (dont un sommet atteint 484 m), jusqu’à la confluence de la rivière[1].

La rivière du Plomb se déverse au fond d’une baie étroite (longueur : 2,5 km) sur la rive est de la rivière Gatineau, située au sud du village de Mont-Sainte-Marie de la municipalité de Lac-Sainte-Marie. Cette embouchure de la baie fait face à l’île Morin située elle-même à l’embouchure du lac Sainte-Marie. À partir de l’embouchure de cette baie, la rivière Gatineau coule vers le sud, puis vers le sud-est, pour aller se déverser dans la rivière Outaouais. La confluence de la rivière du Plomb est située à :
- 6,2 km à l'ouest du centre du village principal de Lac-Sainte-Marie ;
- 28,3 km au nord du centre du village de Wakefield ;
- 53,1 km au nord de la confluence de la rivière Gatineau.

## Toponymie
L’origine toponymique est liée pour chacun des rivière du Plomb, île du Plomb, lac du Plomb et baie du Plomb, lesquels sont situés dans la même zone du côté est de la rivière Gatineau et font partie de la municipalité de Denholm.
Le toponyme rivière du Plomb a été officialisé le 5 décembre 1968 à la Commission de toponymie du Québec.